# Suecia en los Juegos Olímpicos de Turín 2006
Suecia estuvo representada en los Juegos Olímpicos de Turín 2006 por un total de 106 deportistas que compitieron en 9 deportes.  
La portadora de la bandera en la ceremonia de apertura fue la esquiadora Anja Pärson.

## Medallistas
El equipo olímpico sueco obtuvo las siguientes medallas:
| Nombre                                                             | Deporte            | Competición          |
| ------------------------------------------------------------------ | ------------------ | -------------------- |
| Oro                                                                |                    |                      |
| Anna Carin Olofsson                                                | Biatlón            | 12,5 km F            |
| Ulrika Bergman Cathrine Lindahl Eva Lund Anette Norberg Anna Svärd | Curling            | Equipo F             |
| Anja Pärson                                                        | Esquí alpino       | Eslalon F            |
| Thobias Fredriksson Björn Lind                                     | Esquí de fondo     | Velocidad por eqs. M |
| Björn Lind                                                         | Esquí de fondo     | Velocidad ind. M     |
| Lina Andersson Anna Dahlberg                                       | Esquí de fondo     | Velocidad por eqs. F |
| Equipo                                                             | Hockey sobre hielo | Torneo M             |
| Plata                                                              |                    |                      |
| Anna Carin Olofsson                                                | Biatlón            | Velocidad 7,5 km F   |
| Equipo                                                             | Hockey sobre hielo | Torneo F             |
| Bronce                                                             |                    |                      |
| Anja Pärson                                                        | Esquí alpino       | Descenso F           |
| Anja Pärson                                                        | Esquí alpino       | Combinada F          |
| Anna Ottosson                                                      | Esquí alpino       | Eslalon gigante F    |
| Thobias Fredriksson                                                | Esquí de fondo     | Velocidad ind. M     |
| Mats Larsson Johan Olsson Anders Södergren Mathias Fredriksson     | Esquí de fondo     | 4 × 10 km M          |